# Франкофонија
Међународна организација Франкофонија (ОИФ) је међународна организација која представља скуп држава, земаља и регија које користе француски као национални језик, службени језик, језик међународне комуникације и као радни језик. Франкофонија је француски израз, скован 1880. од стране француског географа Онезима Реклија (Onésime Reclus), брата Елизеја Реклија (Elisée Reclus), којим је означио заједницу људи и држава које користе француски језик.
Франкофонију чини 53 земље чланице, две (Кипар, Гана) придружене земље и тринаест земаља (Јерменија, Аустрија, Хрватска, Грузија, Мађарска, Литванија, Пољска, Чешка, Словачка, Словенија, Србија, Украјина и Мозамбик) посматрача на самитима ове организације. У свакој од ових земаља француски језик се користи бар у минималној мери. Неколико земаља чланица имају лош ниво заштите људских права и демократије. Предложене мере у виду санкција су расправљане неколико пута, али нису одобрене.
Модерна Франкофонија је створена 1970. Њен мото је једнакост, комплементарност и солидарност (égalité, complémentarité, solidarité). У почетку, Франкофонија је била мали клуб северних земаља у којима се прича француски, док је данас то важна међународна организација чије земље чланице сарађују на пољу културе, науке, економије, правде и мира. Заједно са осталим организацијама као што је УНЕСКО, Франкофонија ради на развијању лингвистике и културе у ери глобализма. Тесно сарађује са неким сличним организацијама шпанског и португалског језика (видети: Латинска унија и Заједница земаља португалског језика).

## Структура
Међународна организација Франкофонија има статус посматрача на седницама Савета безбедности УН.

### Самити
Самити Франкофоније се одржавају сваке две године, када лидери земаља чланица имају могућност да сретну и развију стратегије и циљеве организације. Важно је напоменути да је оригинални оснивач Франкофоније био Самуел де Шамплен (Samuel de Champlain).
Претходни самити
- Париз, Француска (1986)
- Квебек, Канада (1987)
- Дакар, Сенегал (1989)
- Париз, Француска (1991)
- Маурицијус (1993)
- Котоноу, Бенин (1995)
- Ханој, Вијетнам (1997)
- Монктон, Канада (1999)
- Бејрут, Либан (2002)
- Уагадугу, Буркина Фасо (2004)
- Букурешт, Румунија (2006)
- Град Квебек, Канада, (2008) (поводом 400 година од оснивања града Квебека)
- Монтре, Швајцарска (2010)
- Киншаса, Демократска Република Конго (2012)
- Антананариво, Мадагаскар (2014)
- Дакар, Сенегал (2016)
- Јереван, Јерменија (2018)
- Ђебра, Тунис (2020)

### Стални савет
Стални савет Франкофоније се састоји од амбасадора земаља чланица и, као министарским конференцијама, његов главни задатак је планирање будућих самита и надгледање имплементације одлука самита на бази „дан за даном“. 

### Међувладина агенција
Међувладина агенција Франкофоније је главни оператор културне, научне, техничке, економске и правничке кооперације програма и одлука самита. Седиште Агенције је у Паризу, а три огранка се налазе у Либрвилу (Габон), Ломеу (Того) и Ханоју (Вијетнам).

## Чланови
Службени списак чланица је доступан на интернет презентацији Франкофоније.
По континентима:

### Европа
- Француска
- Албанија
- Белгија (само Валонија)
- Бугарска
- Грчка
- Луксембург
- Северна Македонија
- Молдавија
- Монако
- Румунија
- Швајцарска

- Придружене чланице:
  -  Кипар
  -  Косово*
  -  Србија

- Посматрачи:
  -  Аустралија
  -  Јерменија
  -  Чешка
  -  Хрватска
  -  Летонија
  -  Литванија
  -  Мађарска
  -  Мозамбик
  -  Пољска
  -  Словачка
  -  Словенија
  -  Грузија
  -  Украјина

### Северна и Јужна Америка
- Канада
  -  Њу Брансвик (учествује влада)
  -  Квебек (учествује влада)
  -  Онтарио (посматрач, али могуће чланство у будућности))
- САД
  -  Луизијана (посматрач, али могуће чланство у будућности))
- Доминиканска Република
- Хаити
- Света Луција
- Француске прекоморске територије:
  -  Гваделуп
  -  Француска Гвајана
  -  Сен Пјер и Микелон

### Африка
- Бенин
- Буркина Фасо
- Бурунди
- Зеленортска Острва
- Централноафричка Република
- Чад
- Комори
- Конго
- Обала Слоноваче
- ДР Конго
- Џибути
- Египат
- Екваторијална Гвинеја
- Габон
- Андора
- Гвинеја
- Гвинеја Бисао
- Мадагаскар
- Мали
- Мауританија
- Маурицијус
- Мароко
- Нигер
- Руанда
- Сао Томе и Принсипе
- Сенегал
- Сејшели
- Того
- Тунис

### Азија
- Камбоџа
- Лаос
- Либан
- Вијетнам

### Океанија
- Вануату